# AO Egaleo (baloncesto)
A.O. Egaleo (Griego: Αθλητικός Όμιλος Αιγάλεω) es un equipo de baloncesto griego, con sede en Egaleo, un suburbio de Atenas, que disputa en la actualidad la D Ethniki, la quinta categoría del baloncesto griego.

## Historia
El equipo forma parte de una sociedad polideportiva surgida en 1931 y que en origen se denominó Unión Atlética Ierapolis (en griego: Αθλητική Ένωσις Ιεράπολι), aunque la sección de baloncesto no se creó hasta 1956. Compitió en categorías inferiores durante 50 años, hasta que en la temporada 2006-07 lograron el ascenso a la A1 Ethniki, la máxima categoría del baloncesto heleno. Esa temporada acabaron en la 12.ª posición, mejorando al año siguiente hasta colocarse en la novena posición.
Pero tras una mala temporada al año siguiente cayeron a puestos de descenso, jugando en 2010 en la A2 Ethniki, acabando en la última posición de la liga, que les llevó a un nuevo descenso, agrabándose la situación en 2014 y 2015, hasta llegar a la quinta división regional que es en la que compiten en la actualidad.

## Posiciones en Liga
| - 2004 - (1-B Ethniki) - 2005 - (9-A2 Ethniki) - 2006 - (2-A2 Ethniki) - 2007 - (12-A1 Ethniki) - 2008 - (9-A1 Ethniki) - 2009 - (13-A1 Ethniki) - 2010 - (16-A2 Ethniki) | - 2011 - (13-B Ethniki) - 2012 - (8-B Ethniki) - 2013 - (3-B Ethniki) - 2014 - (11-B Ethniki) - 2015 - (12-C Ethniki) - 2016 - ( -D Ethniki) |

## Jugadores destacados
| - Stamatis Villiotis - Giorgos Kosmopoulos - Stelios Amerikanos - Kostas Magkounis - Kostas Leventakos - Ioannis Kolios - Giorgos Thomopoulos - Kostas Papageorgiou - Ioannis Golfinopoulos - Athanasios Diamantopoulos - Dimitrios Sakellariou - Nikos Charalampopoulos - Giorgos Kassanos - Ioannis Kiriakopoulos | - Prodromos Nikolaidis - Vassilis Soulis - Nikos Angelopoulos - Akis Kallinikidis - Spyros Magkounis - Vangelis Sakellariou - Vassilis Charalampopoulos - Andronikos Gizogiannis - Miloš Šakota - Nikos Pettas - Giannis Dimakos - Vladimir Krstić - Donnie McGrath - Robert Sarovic | - Abdurahman Kahrimanovic - Robert Maras - Guido Grunheid - Dejan Hohler - Ninoslav Marjanovic - Anthony Goldwire - Leemire Goldwire - Andrae Patterson - Ibrahim Jaaber - Rashad Anderson - Keydren Clark - Donell Taylor - DeVon Hardin |